# Гіпохромна анемія
Гіпохромна анемія — загальний термін для будь-якого типу анемії, за якого червонокрівці (еритроцити) блідіші, ніж зазвичай.  (Гіпо- означає менший, а хромовий означає колір). Зазвичай, еритроцит має вигляд двоввігнутого диска, і буде мати бліду ділянку в центрі, під мікроскопічним розглядом.  У гіпохромних клітинах, ця пляма центральної блідості, збільшена.  Таке зменшення почервоніння, відбувається через невідповідне зниження рівня гемоглобіну еритроцитів (барвника, який надає червоний колір), пропорційно об'єму клітини.  Клінічно, колір можна оцінити за середнім корпускулярним гемоглобіном (англ. MCH) або середньою корпускулярною концентрацією гемоглобіну (MCHC).  MCHC вважається кращим показником з двох, оскільки він визначає вплив розміру клітини на кількість гемоглобіну.  Гіпохромія клінічно, визначається як нижче нормального референтного діапазону MCH 27-33 пікограмів/клітину у дорослих або нижче, нормального референтного діапазону MCHC 33-36 г/дл у дорослих.
Еритроцити також будуть малими (мікроцитарними), що призводить до значного збігу з категорією мікроцитарної анемії.  Найбільш поширеними причинами цього виду анемії, є дефіцит заліза і таласемія.
Гіпохромна анемія історично, була відома як хлороз або зелена хвороба, через виразний відтінок шкіри, який іноді був присутній у недужих, на додаток до більш загальних симптомів, як от брак енергії, задишка, диспепсія, головні болі, примхливий або слабкий апетит і аменорея.